# Jan III. Dukas Vatatzés
Jan III. Dukas Vatatzés (řecky Ιωάννης Γ΄ Δούκας Βατάτζης, Iōannēs III Doukas Vatatzēs, někdy také Ioannes Vatatzes či počeštěně Vatacés; asi 1193 – 3. listopadu 1254) byl nikájský (resp. byzantský) císař v letech 1222–1254. Za jeho vlády byla zahájena tzv. byzantská reconquista, dobývání území Byzance obsazených křižáky. Někteří pravoslavní věřící ho uctívají jakožto sv. Jana Milosrdného, přestože nebyl oficiálně kanonizován.

## Život, počátky vlády
Narodil se okolo roku 1193 jako syn jistého Basileia Vatatza. Byl velmi vzdělaný, ale kromě toho byl také dobrým vojevůdcem. Roku 1212 se oženil s dcerou nikajského císaře Theodora I. Laskarida Irenou a Theodoros určil Jana za svého nástupce, jímž se po tchánově smrti roku 1222 stal. Zpočátku se však musel vypořádat s odbojnými bratry zesnulého císaře, kteří byli ale Janem odraženi. Vatatzés pokračoval v protilatinské politice nastoupené Theodorem I. a roku 1225 získal všechno latinské území v Malé Asii, některé řecké ostrovy a část Balkánu. Dobytí Konstantinopole se mohlo zdát být otázkou času. Jenže o dobytí Města měst usilovali i bulharský car Ivan Asen II. a epirský despota Theodoros Angelos, který se roku 1224 nechal korunovat císařem Římanů a stal se Janovým významným protivníkem, ale roku 1230 byl poražen a zajat Janovým spojencem Ivanem Asenem II. v bitvě u Klokotnice. S Ivanem Asenem udržoval Jan Dukas přátelské styky, roku 1234 uzavřeli oba císaři spojenectví proti Latinům (Zápaďanům) a také byl zasnouben Ioannův syn a pozdější nástupce Theodoros s Asenovou dcerou Helenou (Elenou). Kromě toho Jan a nikajský patriarcha Germanos II. svolili k založení bulharského ortodoxního patriarchátu nezávislého na Byzanci. Roku 1235 se Jan III. a Ivan Asen snažili dobýt Konstantinopol, ale byli odraženi stařičkým regentem Janem z Brienne. Následujícího roku pokus zopakovali, opět byl ale úspěšnější energický regent. Roku 1237 ale Ivan Asen rozvázal spojenectví s Janem Vatatzem a zrušil zasnoubení Heleny a Theodora. Ne však nadlouho. V bulharském hlavním městě Tarnovu vypukl mor a Asen to vzal jako boží varování a obnovil jednak spojenectví s Janem a taky vzájemné zasnoubení dětí. Roku 1241 však Ivan Asen II. zemřel a Jan III. tím přišel o spojence proti Latinům, ale zároveň na Bulharsku získal celou Makedonii a Thrákii.

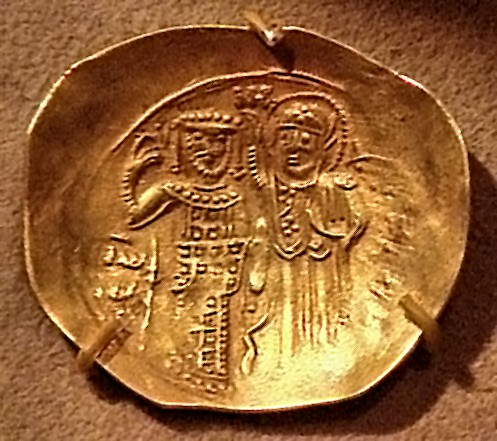
Zlatý hyperpyron s vyobrazením Jana III.

## Pozdní léta, skon
Vzdělaný císař udržoval přátelské styky také s poněkud extravagantním a inteligentním císařem Svaté říše římské a sicilským králem Fridrichem II. Rogerem. Také se Jan roku 1244 oženil po smrti své první ženy Ireny (†1239) s dcerou Fridricha II. Konstancií. Po Fridrichově smrti (1250) však přátelské vztahy se štaufským domem ustrnuly, protože Fridrichův nástupce na Sicílii, jeho levoboček Manfred byl odpůrcem Nikaie a naopak podporoval Latiny. Roku 1245 ovládl Jan Soluň a následujícího roku vyhlásil válku Demetriovi Angelovi, epirskému despotovi, synovi samozvaného císaře Theodora Angela, a byl úspěšný: Demetrios uznal Janovu svrchovanost. Na přelomu půlstoletí na tom císař již nebyl zdravotně nejlépe, trpěl epilepsií, kterou po něm zdědil i syn Theodoros. Jan III. Dukas Vatatzés, největší byzantský (nikajský) císař 13. století, zemřel v listopadu roku 1254 a nedožil se tak svého snu: dovršení byzantské reconquisty a dobytí Konstantinopole, která nakonec roku 1261 padla. Vládu po Janovi nastoupil jeho syn, Theodoros II. Dukas Laskaris.

## Hodnocení
Jan III. svou politikou a válečnými výboji učinil hodně pro znovudobytí Konstantinopole. Nikajské císařství se pod jeho vládou stalo nejvýznamnějším státem v západní Malé Asii a po smrti Ivana Asena II. v Bulharsku také na Balkáně. Jan byl velmi vzdělaný a za jeho vlády se Nikaia stala centrem byzantské vzdělanosti.

## Rodina
Jan III. byl dvakrát ženatý. První manželkou byla dcera císaře Theodora Irena Laskarina, se kterou měl jediného syna Theodora, a druhou manželkou byla dcera římského císaře Fridricha II. Konstancie.